# Bojarynia Morozowa
Bojarynia Morozowa (oryg. ros. Боярыня Морозова) – obraz olejny Wasilija Surikowa z 1887.

## Okoliczności powstania obrazu
Bojarynia Morozowa należy do obrazów Surikowa, na których pod pretekstem ukazywania scen z historii Rosji pragnął on przedstawiać żywy lud rosyjski i jego spontaniczne, codzienne zachowania. Malarz wielokrotnie podkreślał swoje niskie pochodzenie i wynikającą z niego znajomość ludowej kultury kraju. W swoich wypowiedziach zaznaczał również, iż to właśnie lud jako zbiorowość uważa za głównego kreatora dziejów. Bojarynia Morozowa jest uważana za najbardziej udany obraz autora, na którym pragnął on zilustrować tę myśl przykładem z historii.

## Opis
Obraz Surikowa nawiązuje do autentycznych wydarzeń związanych z historią reform cerkiewnych patriarchy Moskwy i całej Rusi Nikona. Jedną z działaczek powstałego ruchu staroobrzędowego, stojącego w opozycji do reform, była bojarynia Fieodosija Morozowa. Jej nieugięty sprzeciw wobec reform Nikona doprowadził ją do konfliktu z carem Aleksym I, a w jego rezultacie do uwięzienia w monasterze w Borowsku i śmierci głodowej w celi. Surikow podziwiał Morozową i uważał ją za symbol ludowego buntu przeciw narzuconym przez Nikona zmianom liturgicznym.
Dzieło Surikowa ukazuje Morozową w momencie przewożenia na saniach do więzienia. Bojarynia, ubrana w czarny, obszyty futrem płaszcz, ze skutymi łańcuchem rękami, wznosi prawą rękę w geście staroobrzędowego błogosławieństwa (z dwoma złączonymi palcami). Jej wpatrzona w dal twarz zastyga w wyrazie fanatyzmu i nieprzejednania. Sanie wiozące kobietę przeciskają się przez tłum przypadkowych obserwatorów, mężczyzn i kobiet w zimowych strojach. Różnie reagują oni na postać uwięzionej kobiety: grupa po lewej stronie sań obojętnie przygląda się Morozowej czy wręcz śmieje się z niej, w grupie po prawej stronie kilka kobiet kłania się jej, ich twarze wyrażają przerażenie i żal. W tłumie jest bacznie przyglądająca się bojaryni mniszka oraz jurodiwy, który siedząc w łachmanach na śniegu powtarza jej gest. W tle artysta umieścił pokryte śniegiem drewniane domy oraz dwie cerkwie. Kompozycja obrazu jest dynamiczna; koncentruje się wokół sań z postacią Morozowej. Każda z ukazanych w dziele postaci jest zindywidualizowana, autor położył nacisk na psychologiczną prawdę o poszczególnych ludziach, przy równoczesnym ukazaniu tłumu jako żywo reagującej zbiorowości. Wielość postaw reprezentowanych przez ludzi jest ukazywana na zasadzie kontrastu: z jurodiwym, który bezmyślnie powtarza gest Morozowej, zestawiony zostaje pogrążony w zadumie pielgrzym; z młodą kobietą, która pochyla głowę na widok uwięzionej – wychylająca się zza niej mniszka. Obraz cechuje ogromna dbałość o detale strojów bohaterów i krajobrazu.